# 代码审计
代码审计（Code audit）是一种以发现程序错误，安全漏洞和违反程序规范为目标的源代码分析。它是防御性编程范式的一部分。该范式的目标是在程序发布前减少错误。C和C++源代码是最常见的分析对象，因为其他更高层的语言如Python拥有更少可能存在漏洞的函数（比如不检查边界条件）。